# AJ MacGinty

a Compétitions nationales et continentales officielles uniquement.

b Matchs officiels uniquement.
Dernière mise à jour le 2 février 2023.
Alan Leon MacGinty dit « AJ MacGinty », né le 26 février 1990 à Dublin (Irlande), est un joueur international américain de rugby à XV évoluant au poste de demi d'ouverture ou de centre (1,85 m pour 90 kg). Il joue au sein de l'équipe des Bristol Bears en Premiership depuis 2022, ainsi qu'en équipe des États-Unis depuis 2015.

## Carrière

### En équipe nationale
Il a obtenu sa première cape internationale le 18 juillet 2015 à l'occasion d'un match contre l'équipe des Samoa à San José (État de Californie, États-Unis).

## Statistiques en équipe nationale
- 32 sélections (31 fois titulaire)
- 321 points (6 essais, 61 transformations, 54 pénalités, 1 drop)
- Sélections par année : 8 en 2015, 2 en 2016, 7 en 2017, 3 en 2018, 8 en 2019, 2 en 2021, 2 en 2022

En Coupe du monde :
- 2015 : 3 sélections (Samoa, Écosse, Japon)
- 2019 : 4 sélections (Angleterre, France, Argentine, Tonga)